# رونالد دي لا فيوينت
رونالد دي لا فيوينت (بالإسبانية: Ronald de la Fuente)‏ هو لاعب كرة قدم تشيلي في مركز الوسط، ولد في 25 يناير 1991 في تالكاهوانو في تشيلي. لعب مع كولو-كولو وهواتشيباتو.

## وصلات خارجية
- رونالد دي لا فيوينت على موقع قاعدة بيانات كرة القدم.إي يو (الإنجليزية)
- رونالد دي لا فيوينت على موقع Soccerway.com (الإنجليزية)
- رونالد دي لا فيوينت على موقع AS.com (الإسبانية)